# Paola Carinelli
Paola Carinelli (Brescia, 1º aprile 1980) è una politica italiana, deputato alla Camera per il Movimento 5 Stelle per due legislature, dal 2013 al 2022.

## Biografia
Nata a Brescia da padre milanese e madre bresciana.
Si è diplomata al Liceo Scientifico, per poi laurearsi in Mediazione Linguistica all'Università statale di Milano e lavorare in una ditta di spedizionieri internazionali.

### Elezione a deputata
Entrata a far parte del Movimento 5 Stelle nel 2009, alle elezioni politiche del 2013 viene candidata alla Camera dei deputati, dove viene eletta deputata della XVII legislatura della Repubblica tra le liste del Movimento 5 Stelle nella circoscrizione Lombardia 1. Durante la XVII legislatura è componente della Commissione Trasporti, poste e telecomunicazioni della Camera dei deputati, dove dal 7 maggio 2013 al 14 gennaio 2015 ne è vicepresidente della commissione, Commissione Politiche dell'Unione europea della Camera dei deputati dal 7 maggio 2013 al 14 gennaio 2015, della Giunta per le autorizzazioni e del Comitato parlamentare per i procedimenti di accusa.
Viene eletta al ballottaggio con 45 voti vice-capogruppo vicario del M5S alla Camera battendo con 38 voti il candidato, più vicino alla linea dialogante del movimento, Massimo Artini: al primo turno aveva ottenuto 20 voti contro i 21 di Artini.
È stata tra i personaggi promotori della richiesta di impeachment nei confronti del Presidente della Repubblica Giorgio Napolitano.
Dal 25 giugno 2014 è ufficiosamente capogruppo e portavoce del Movimento 5 Stelle alla Camera dei deputati, subentrando a Giuseppe Brescia del quale era vicecapogruppo vicario. Riccardo Nuti, precedentemente capogruppo, è tuttavia l'unica rimasta formalmente e ufficialmente presidente del gruppo Movimento 5 Stelle per motivi tecnici dovuti all'organizzazione parlamentare.
Il 25 novembre 2016 viene chiamata a far parte del collegio dei probiviri, organo di garanzia previsto dal regolamento del Movimento 5 Stelle, assieme a Nunzia Catalfo e Riccardo Fraccaro.

### Rielezione alla Camera
Alle elezioni politiche del 2018 viene candidata nel collegio uninominale di Milano Rogoredo alla Camera dei deputati, per il Movimento 5 Stelle, ma ottiene il 21,95% dei voti e giunge dietro alla candidata del centro-destra, in quota Forza Italia, Federica Zanella (38,93%). Viene comunque rieletta deputata in virtù della candidatura nella quota proporzionale.
Nel corso della XVIII legislatura, oltre ad essere membro della Commissione Trasporti, poste e telecomunicazioni della Camera dei deputati, nell'estate 2019 ha sollevato la questione della discriminazione dell'allattamento al seno per le donne a Montecitorio, costrette a disertare le sedute per accudire i loro infanti, facendo concedere alle mamme deputate di avere una stanza tutta loro dove allattare. Termina il proprio mandato parlamentare nel 2022.

## Vita privata
È legata sentimentalmente al collega senatore e all'epoca Capo politico del Movimento 5 Stelle ad interim Vito Crimi, con il quale ha avuto un figlio, Edoardo, nato l'11 maggio 2018.